# 马里纳德库德奥
马里纳德库德奥，是西班牙坎塔布里亚的一个市镇。总面积28平方公里，总人口5058人（2001年），人口密度181人/平方公里。